# Palacio de Ramsar
El palacio de Ramsar o palacio de Marmar es uno de los edificios históricos y residencias reales de Irán. El palacio está ubicado en Ramsar, una ciudad en la costa del mar Caspio.

## Historia
El palacio de Ramsar se estableció en un terreno de 60.000 metros cuadrados en 1937, en el sitio que correspondía a un jardín histórico en la ciudad. El palacio fue utilizado como residencia de verano por Reza Shah y luego por su hijo, Mohammad Reza Pahleví. Mohammad Reza Pahleví y su segunda esposa, Soraya Esfandiary, pasaron su luna de miel en el palacio.

## Características técnicas

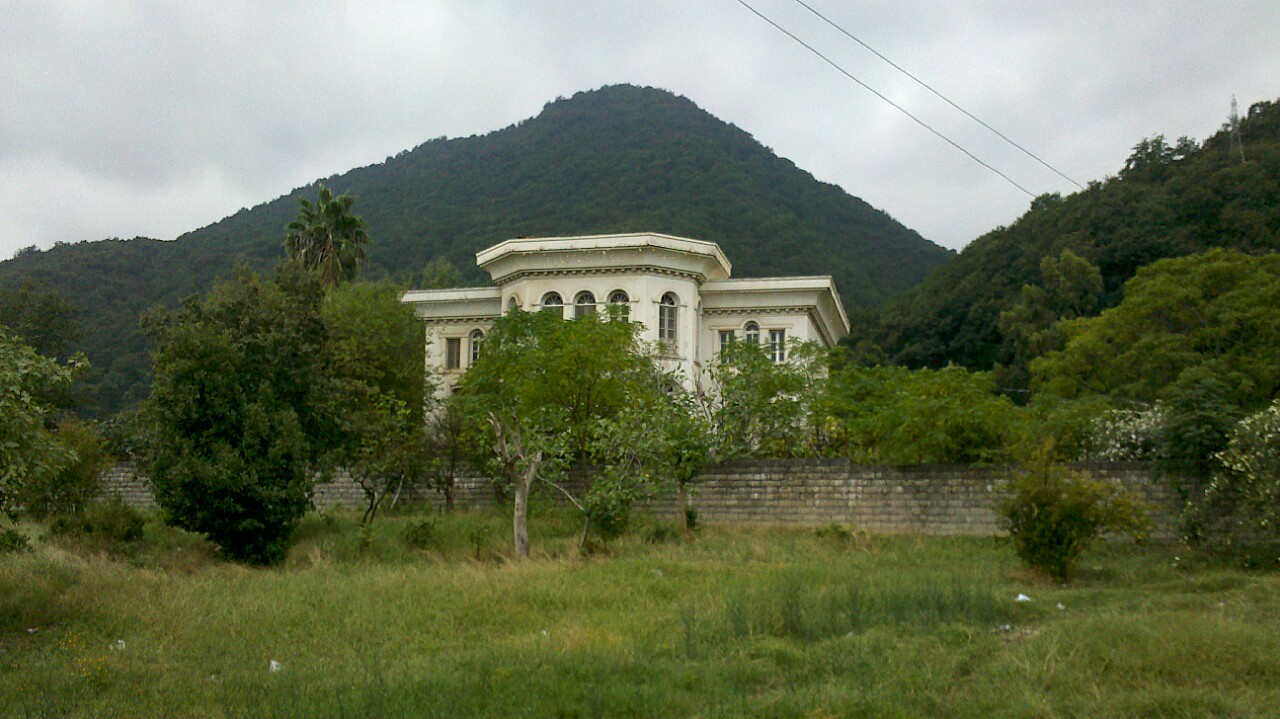
Vista del entorno del palacio de Ramsar

El palacio de Ramsar es una residencia compacta y considerada modesta, con un área construida de 600 metros cuadrados, pese a que se encuentra en un terreno de 60 mil metros cuadrados. Es un edificio rectangular que consta de una sola planta y está decorado con obras de célebres escultores y pintores iraníes. La primera línea del palacio está formada por piedras de mármol talladas que fueron realizadas por artistas locales. Entre los materiales comunes utilizados son yeso y espejo además del mármol. Existe un hall de recepción o hall central, que tiene piso de madera.

## Uso actual
El palacio es utilizado como museo desde 2000. Se le conoce como el Museo del Palacio de Ramsar o el Museo del Caspio y los lugareños lo conocen como "Tamashagah Khazar".